# Rezerwat przyrody Kamienieckie Wąwozy im. prof. Janiny Jasnowskiej
Rezerwat przyrody Kamienieckie Wąwozy im. prof. Janiny Jasnowskiej – florystyczny rezerwat przyrody położony na terenie gminy Kołbaskowo w powiecie polickim (województwo zachodniopomorskie).

## Powołanie
Obszar chroniony został utworzony 16 lutego 2023 r. na podstawie Zarządzenia Regionalnego Dyrektora Ochrony Środowiska w Szczecinie z dnia 30 stycznia 2023 r. w sprawie uznania za rezerwat przyrody „Kamienieckie Wąwozy im. prof. Janiny Jasnowskiej” (Dz. Urz. Woj. Zach. z 2023 r., poz. 744). Obiekt proponowany był do ochrony już w 1975 przez zespół prof. Mieczysława Jasnowskiego, a następnie w waloryzacji przyrodniczej gminy Kołbaskowo, jednak formalne postępowanie w sprawie jego uznania wszczęto dopiero w 2014. Rezerwat otrzymał imię prof. Janiny Jasnowskiej – geobotanik, torfoznawcy i nauczycielki akademickiej, która przyczyniła się do utworzenia wielu obszarów chronionych na terenie Pomorza Zachodniego.

## Położenie
Rezerwat ma 95,78 ha powierzchni. Obszar chroniony leży na terenie obszaru ewidencyjnego Kamieniec, w pobliżu opuszczonej wsi Krasowo oraz blisko granicy polsko-niemieckiej; ponadto w granicach Nadleśnictwa Gryfino. Znajduje się w całości w granicach chronionych w programie Natura 2000: specjalnego obszaru ochrony siedlisk Dolina Odry PLH320037 oraz obszaru specjalnej ochrony ptaków Dolina Dolnej Odry PLB320003; graniczy także z otuliną Parku Krajobrazowego Dolina Dolnej Odry.

## Charakterystyka
Celem ochrony w rezerwacie przyrody jest „utrzymanie wyjątkowo licznej populacji kokoryczy drobnej Corydalis pumila, zachowanie i odtwarzanie naturalnych cech ekosystemów leśnych, zwłaszcza w odniesieniu do ich składu gatunkowego i dynamiki oraz zachowanie i odtwarzanie siedlisk roślinności kserotermicznej i psammofilnej”. Typ rezerwatu ze względu na dominujący przedmiot ochrony został określony jako florystyczny, a podtyp – jako roślin zielnych i krzewinek. Natomiast ze względu na główny typ ekosystemu typ określono go jako leśnych i borowych, a podtyp – jako lasów nizinnych.
Rezerwat obejmuje strefę krawędzi doliny dolnej Odry z licznymi krótkimi strumieniami. Zawiera wąwozy z licznymi źródłami i torfowiskami źródliskowymi (część z nich ma charakter wapienny, składa się z wytrąceń martwicy wapiennej). Wzdłuż strumieni i w terasie zalewowej wykształciły się lasy łęgowe, w wyższych partiach – grądy i dębiny. Pomiędzy nimi występują polany z murawami kserotermicznych i napiaskowymi oraz zarośla tarniny. Oprócz kokoryczy drobnej (która ma w tym miejscu najliczniejszą populację w Polsce) rosną dzięgiel litwor nadbrzeżny Angelica archangelica, śnieżyczka przebiśnieg Galanthus nivalis, goryczka krzyżowa Gentiana cruciata, wiciokrzew pomorski Lonicera periclymenum, rukiew wodna Nasturtium officinale, ostnica włosowata Stipa capitata, czosnek wężowy Allium scorodoprasum, głowienka wielkokwiatowa Prunella grandiflora, starzec srebrzysty Senecio erucifolius, ponadto gatunki grzybów z  Czerwonej Listy: płaszczek gruzełkowany Dacryobolus karstenii i fałdówka kędzierzawa Plicaturopsis crispa. Obiekt stanowi miejsce lęgowe bielika. Ponadto na jednym ze wzgórz (będącym enklawą wewnątrz rezerwatu) znajduje się wpisana do rejestru zabytków archeologicznych rozległa osada kultury łużyckiej i późniejsze grodzisko wczesnośredniowieczne znane jako Święta Góra.
Według stanu na sierpień 2023 rezerwat nie ma wyznaczonego planu ochrony ani zadań ochronnych. W granicach rezerwatu znajduje się Szlak Bielika służący celom turystycznym.